# Іліон (Нью-Йорк)
Іліон (англ. Ilion) — селище (англ. village) в США, в окрузі Геркаймер штату Нью-Йорк. Населення — 7646 осіб (2020).

## Географія
Іліон розташований за координатами 43°0′41″ пн. ш. 75°2′23″ зх. д. / 43.01139° пн. ш. 75.03972° зх. д. (43.011267, -75.039645).  За даними Бюро перепису населення США в 2010 році селище мало площу 6,61 км², з яких 6,46 км² — суходіл та 0,15 км² — водойми.

## Демографія
Згідно з переписом 2010 року, у селищі мешкали 8053 особи в 3322 домогосподарствах у складі 2062 родин. Густота населення становила 1218 осіб/км².  Було 3569 помешкань (540/км²).
Расовий склад населення:
| - 96,0 % — білих - 1,2 % — чорних або афроамериканців - 0,5 % — азіатів - 0,3 % — корінних американців |

До двох чи більше рас належало 1,5 %. Частка іспаномовних становила 2,4 % від усіх жителів.
За віковим діапазоном населення розподілялося таким чином: 24,1 % — особи молодші 18 років, 60,5 % — особи у віці 18—64 років, 15,4 % — особи у віці 65 років та старші. Медіана віку мешканця становила 38,4 року. На 100 осіб жіночої статі у селищі припадало 91,8 чоловіків;  на 100 жінок у віці від 18 років та старших — 87,6 чоловіків також старших 18 років.
Середній дохід на одне домашнє господарство  становив 50 123 долари США (медіана — 39 525), а середній дохід на одну сім'ю — 58 514 долари (медіана — 48 045). Медіана доходів становила 42 738 доларів для чоловіків та 32 155 доларів для жінок. За межею бідності перебувало 21,2 % осіб, у тому числі 35,5 % дітей у віці до 18 років та 12,2 % осіб у віці 65 років та старших.
Цивільне працевлаштоване населення становило 3463 особи. Основні галузі зайнятості: освіта, охорона здоров'я та соціальна допомога — 33,1 %, виробництво — 10,6 %, роздрібна торгівля — 10,5 %.